# De dames en de muze
De dames en de muze is een artistiek kunstwerk in Amsterdam-West.
Het is een creatie van Berkman en Janssens bestaande uit Margot Berkman en Eline Janssens, destijds een kunstenaarsduo (2000-2010) vormend. Ze betegelden de landhoofden en brugpijlers van de Leeuwendalerswegbrug. Er was een oppervlak van 500 m² te betegelen. Het bestaat uit twee delen. De landhoofden kregen afbeeldingen van paradijsvogels (aldus Berkman) en hazen, die laatsten komen vaker in het werk voor van de kunstenaars. Ze worden omringd door een flink aantal goudkleurige en blauwe mussen (het duo noemt duizenden). De tussen de landhoofden staande brugpijlers werden eveneens opgevrolijkt door tegelwerk; in dit geval een weergave van oosterse versiermotieven.
In 2007 werd een soortgelijk werk onder de titel Bloemenzee aangebracht in  de Rijswijkstraatbrug, die net als de Leeuwendalerswegbrug in de Rijksweg 10 ligt.

## Afbeeldingen

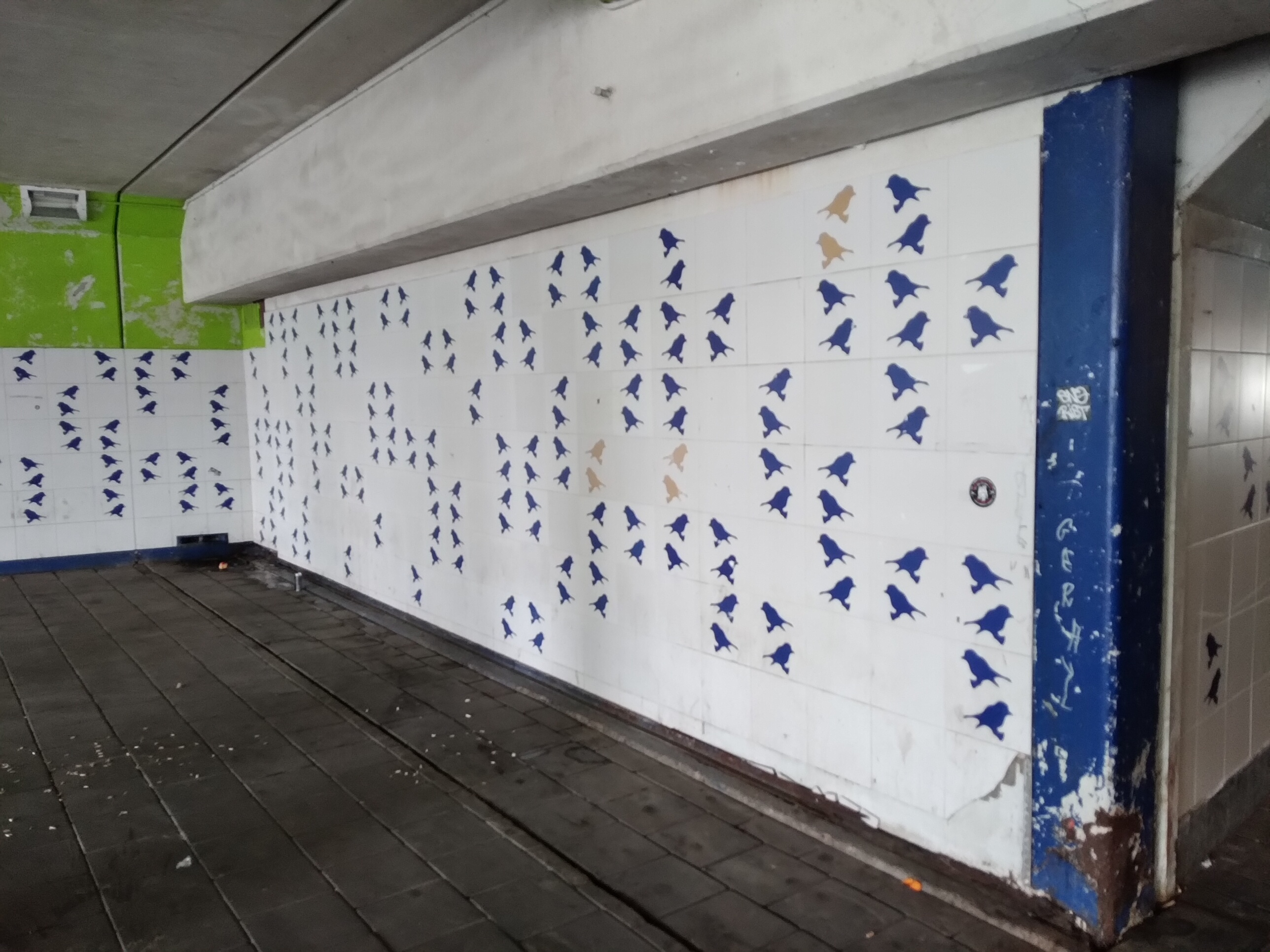
De mussen (oktober 2020)
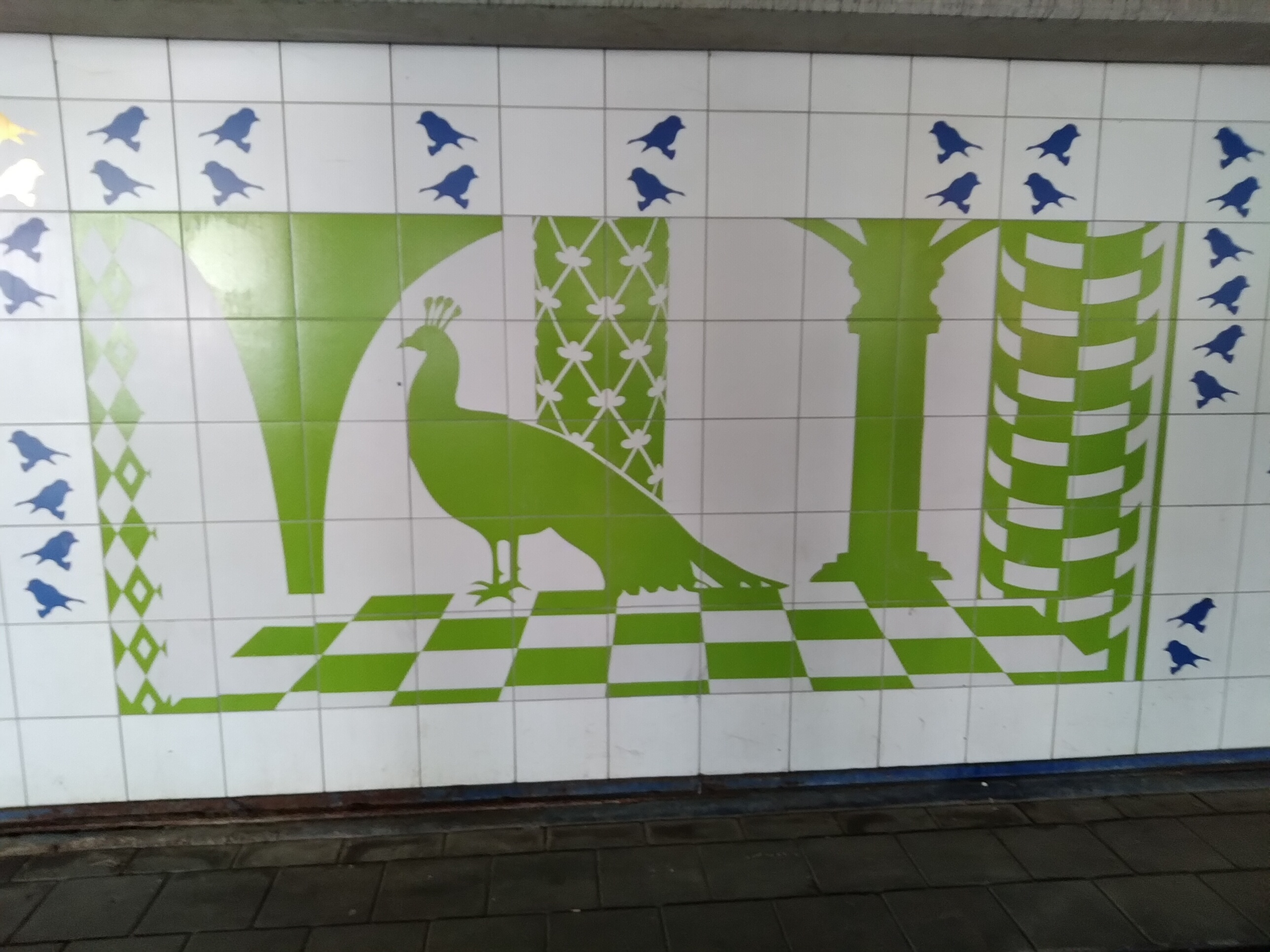
Paradijsvogel (oktober 2020)
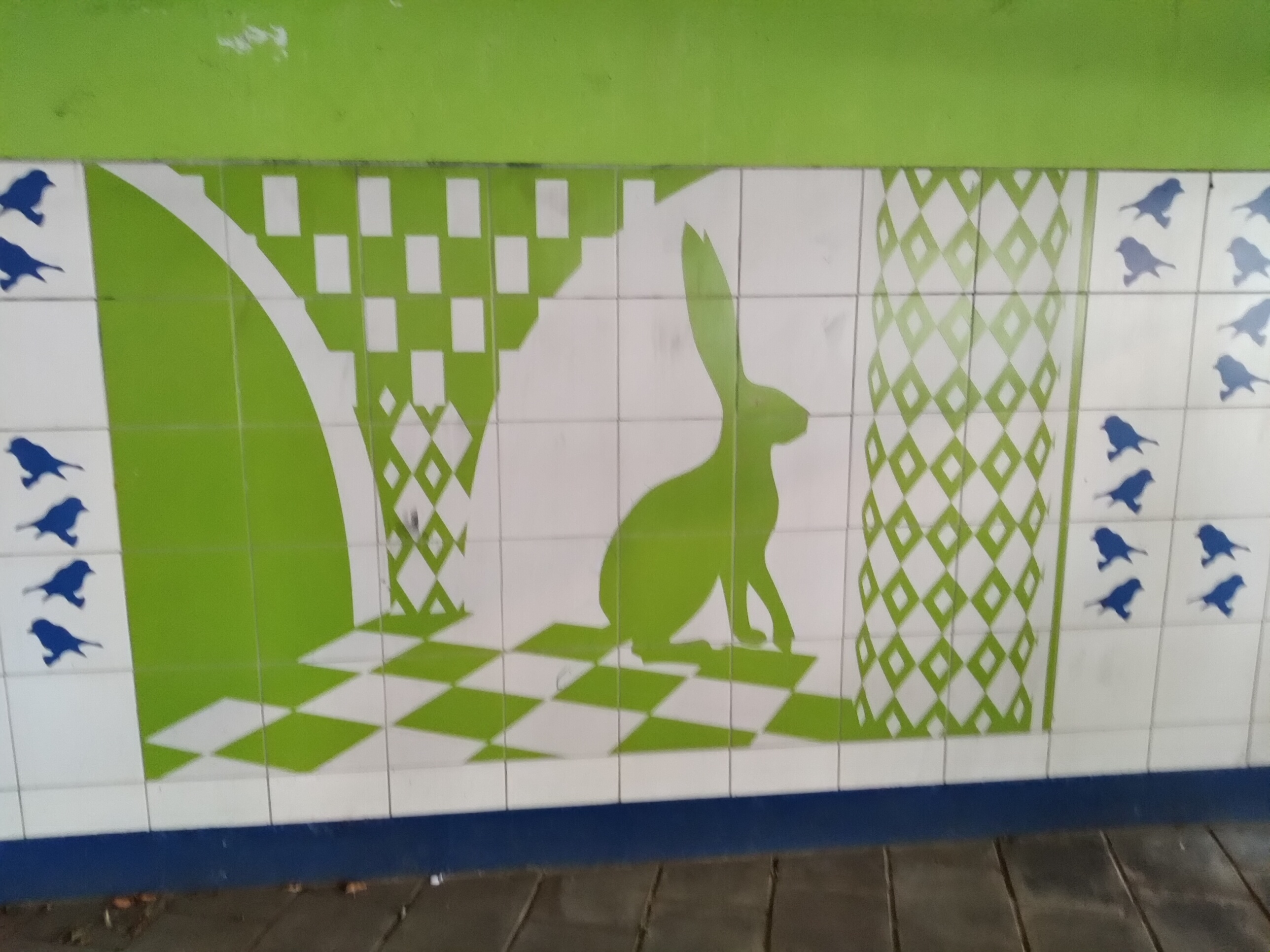
Haas (oktober 2020)
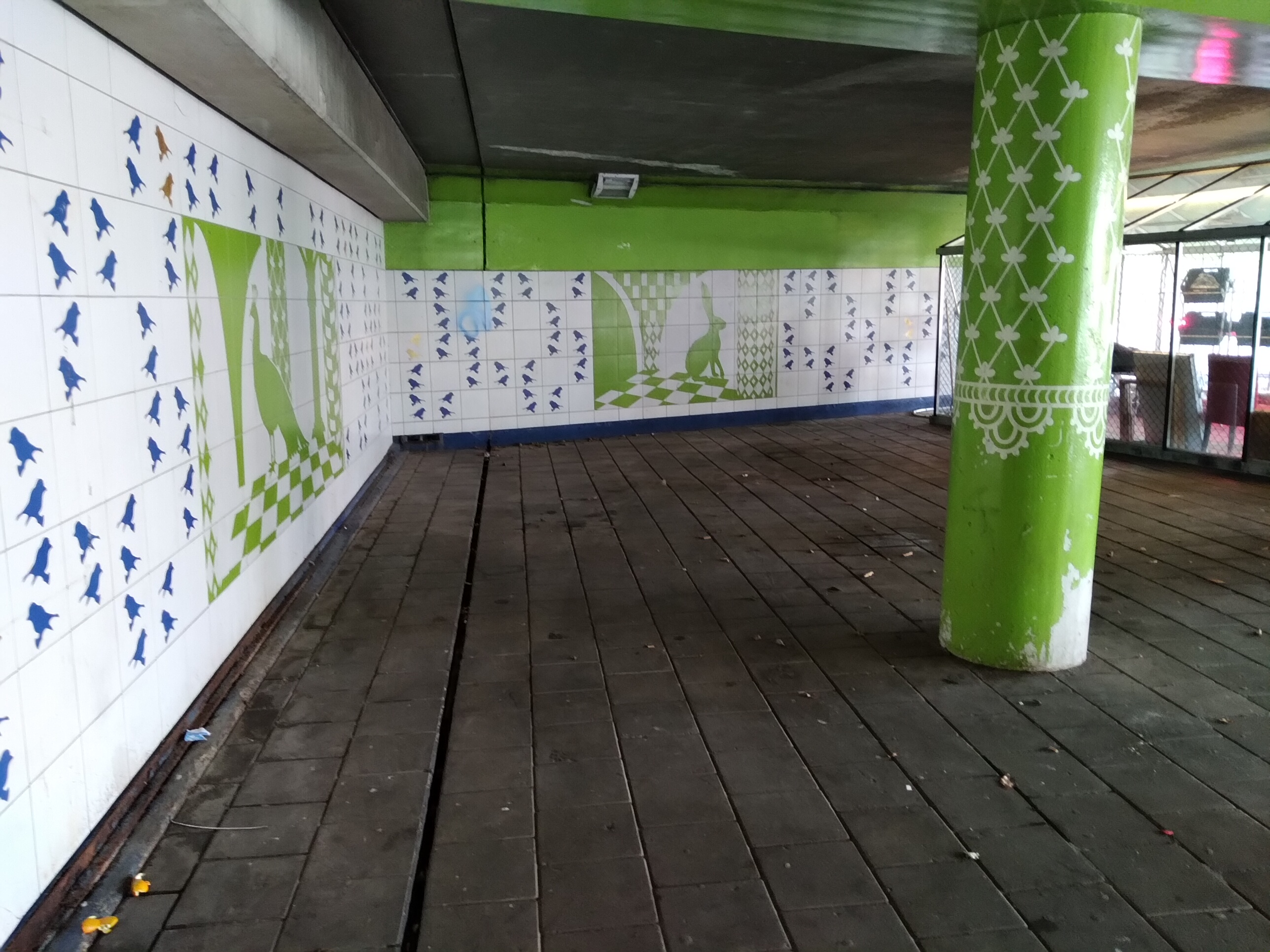
Brugpijler (oktober 2020)